# Geujeo bara bodaga
Geujeo bara bodaga (hangeul: 그저 바라 보다가, lett. Guardando e basta; titolo internazionale The Accidental Couple, conosciuta anche come That Fool) è una serie televisiva sudcoreana trasmessa su KBS dal 29 aprile al 18 giugno 2009.

## Trama
Han Ji-soo è una famosa attrice, segretamente impegnata con il figlio di un politico di spicco. Quando la coppia resta coinvolta in un incidente stradale, per evitare di essere scoperta Ji-soo chiede ad un testimone, l'impiegato postale Gu Dong-baek, di sostituirsi al fidanzato alla guida della vettura su cui viaggiavano. Uno dei paparazzi accorsi sul posto, però, inizia a sospettare che l'autista fosse in realtà qualcun altro, molto probabilmente il vero fidanzato della donna. Per allontanare l'insistente giornalista, Ji-soo chiede a Dong-baek di fingere, per sei mesi, di stare uscendo con lei. L'uomo, che è un suo avido fan, accetta senza esitazioni, ma, con il passare del tempo, Ji-soo si ritrova attratta da lui.

## Personaggi
- Gu Dong-baek, interpretato da Hwang Jung-min.
- Han Ji-soo, interpretata da Kim Ah-joong.
- Kim Kang-mo, interpretato da Joo Sang-wook.
- Gu Min-ji, interpretata da Lee Chung-ah.
- Han Sang-chul, interpretato da Baek Sung-hyun.
- Cha Yun-kyung, interpretata da Jeon Mi-seon.
- Jo Seung-eun, interpretata da Lee Soo-young.
- Park Kyung-ae, interpretata da Yoon Mi-joo.
- Jo Myung-jin, interpretata da Hong Ji-young.
- Tae-won, interpretata da Kang Hee-soo.
- Caposquadra Go, interpretato da Kim Kwang-kyu.
- Regista Yoon, interpretato da Yoon Joo-sang.
- Kim Jung-wook, interpretato da Jung Dong-hwan.
- Assistente Kim, interpretato da Ryu Tae-ho.
- Reporter Baek, interpretato da Lee Hae-young.
- Choi Soo-yeon, interpretata da Park Ha-sun.
- Presidente Choi, interpretato da Jo Sang-gun.
- Regista, interpretato da Hong Seok-cheon.
- Stylist, interpretata da Choi Yoon-young.

## Ascolti
| Episodio | Data di trasmissione | Dati TNSM           | Dati TNSM                  |
| Episodio | Data di trasmissione | A livello nazionale | Area metropolitana di Seul |
| -------- | -------------------- | ------------------- | -------------------------- |
| 1        | 29 aprile 2009       | 8,6%                | 8,5%                       |
| 2        | 30 aprile 2009       | 9,1%                | 8,7%                       |
| 3        | 6 maggio 2009        | 10,5%               | 10,5%                      |
| 4        | 7 maggio 2009        | 10,6%               | 10,8%                      |
| 5        | 13 maggio 2009       | 10,3%               | 10,4%                      |
| 6        | 14 maggio 2009       | 9,7%                | 9,5%                       |
| 7        | 20 maggio 2009       | 11,2%               | 11,3%                      |
| 8        | 21 maggio 2009       | 10,7%               | 10,9%                      |
| 9        | 27 maggio 2009       | 10,9%               | 11,3%                      |
| 10       | 28 maggio 2009       | 11,0%               | 11,6%                      |
| 11       | 3 giugno 2009        | 12,8%               | 13,9%                      |
| 12       | 4 giugno 2009        | 13,1%               | 13,8%                      |
| 13       | 10 giugno 2009       | 12,8%               | 13,3%                      |
| 14       | 11 giugno 2009       | 10,0%               | 10,1%                      |
| 15       | 17 giugno 2009       | 15,0%               | 15,6%                      |
| 16       | 18 giugno 2009       | 14,4%               | 14,9%                      |
| Media    | Media                | 11,3%               | 11,6%                      |

## Colonna sonora
1. That Fool (그바보) – Lena Park
2. Daytime (하루) – Lee Seung-chul
3. A Fool's Love ( 바보의 사랑) – Lee Jin-sung (Monday Kiz)
4. I Love a Good Day (사랑하기 좋은 날) – Magolpy
5. Lachrymose Man (눈물이 많은 남자) – Kim Shi-jin
6. Thank You (감사) – Ayaka Hirahara
7. An Angel Like You (천사 같은 너) – Bross
8. Empty (빈상자) – Zion
9. You Have no Idea (그대는 몰라요) – Cha Yeo-wool
10. Loving U – Magolpy
11. Floating During the Day (낮에 뜨는 별) – Gloomy 30s
12. Road (길)
13. Once Upon a Star
14. Coconut Blues (코코넛 블루스)
15. My Heart's Lullaby (내 마음속 자장가)
16. Picnic Yodel (피크닉 요들)
17. Model Line No.6
18. 봄눈 녹는 개울가

## Riconoscimenti
| Anno | Premio           | Categoria                                 | Ricevente                     | Risultato       |
| ---- | ---------------- | ----------------------------------------- | ----------------------------- | --------------- |
| 2009 | KBS Drama Awards | Top Excellence Award, Actor               | Hwang Jung-min                | Candidato/a     |
| 2009 | KBS Drama Awards | Excellence Award, Actor in a Miniseries   | Hwang Jung-min                | Candidato/a     |
| 2009 | KBS Drama Awards | Excellence Award, Actress in a Miniseries | Kim Ah-joong                  | Vincitore/trice |
| 2009 | KBS Drama Awards | Best Supporting Actor                     | Yoon Joo-sang                 | Vincitore/trice |
| 2009 | KBS Drama Awards | Best Supporting Actress                   | Jeon Mi-seon                  | Candidato/a     |
| 2009 | KBS Drama Awards | Best New Actress                          | Lee Chung-ah                  | Candidato/a     |
| 2009 | KBS Drama Awards | Popularity Award, Actor                   | Hwang Jung-min                | Candidato/a     |
| 2009 | KBS Drama Awards | Popularity Award, Actress                 | Kim Ah-joong                  | Candidato/a     |
| 2009 | KBS Drama Awards | Best Couple Award                         | Hwang Jung-min e Kim Ah-joong | Candidato/a     |

## Distribuzioni internazionali
| Paese     | Canale/i              | Prima TV                    | Titolo adottato                                 |
| --------- | --------------------- | --------------------------- | ----------------------------------------------- |
| Taiwan    | TTV                   | 20 luglio-27 agosto 2009    | 傻瓜 (Il folle)                                 |
| Hong Kong | Entertainment Channel | 31 agosto-29 settembre 2009 | 摘星情緣 (Raggiungendo l'amore)                 |
| Singapore |                       | 14 agosto-2 ottobre 2010    | 傻瓜 (Il folle)                                 |
| Giappone  | BS TV                 | 29 gennaio-19 febbraio 2010 | アクシデント・カップル (Una coppia accidentale) |
| Cina      | Hunan Television      | 26 novembre-6 dicembre 2010 | 偶然結婚 (Matrimonio per caso)                  |
| Filippine | TV5                   | 25 gennaio-26 febbraio 2016 | The Accidental Couple (La coppia accidentale)   |